# Jim Dale

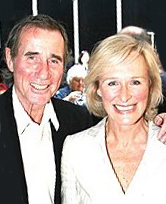
Jim Dale mit Glenn Close

Jim Dale MBE (* 15. August 1935 in Rothwell, Northamptonshire, England; eigentlich James Smith) ist ein britischer Schauspieler, Sänger und Komiker.

## Leben und Karriere
Dale begann nach dem Dienst in der Armee eine Karriere als Stand-up-Comedian. Er hatte unter anderem Engagements als Warm-Upper bei einer Varieté-Show. Nebenbei betätigte er sich als Schlagersänger und Texter, sein Produzent war George Martin, der spätere Produzent der The Beatles. 1963 gab ihm Regisseur Gerald Thomas eine Nebenrolle in dem Carry-On-Film Ist ja irre – diese müden Taxifahrer (Carry On Cabby), sowie im nicht zur Reihe gehörenden, aber mit weitestgehend denselben Beteiligten gedrehten Krankenschwester auf Rädern. Es war als einmaliger Auftritt in der Serie gedacht, doch obwohl es nur eine kleine Nebenrolle war, kam er beim Publikum so gut an, dass er auch für den nächsten Carry-On-Film engagiert wurde und fortan ein fester Bestandteil der Carry-On-Truppe war. 1966 hatte er seinen einzigen musikalischen millionenfach verkauften Welthit Georgy Girl, Musik von Tom Springfield, gesungen von The Seekers. Ende der 1970er-Jahre war er zudem in einigen Disney-Filmen zu sehen, darunter als Dr. Terminus im Fantasymusical Elliot, das Schmunzelmonster (Pete’s Dragon) sowie als Bösewicht Sir Mordred in König Artus und der Astronaut, einer modernisierten Form von Mark Twains Ein Yankee am Hofe des Königs Artus.
1992 spielte Dale die Hauptrolle im ersten Carry-On-Film nach 14 Jahren, Carry On Columbus (deutscher Titel: Mach’s nochmal Columbus). Doch der Versuch der Neuauflage der Carry-On-Reihe scheiterte und es war zugleich der letzte Film der Reihe. Insgesamt wirkte er in elf der 30 Filme der Reihe mit. Danach trat er nur noch sehr selten als Schauspieler in Film- und Fernsehrollen auf. Ein großer Erfolg für Dale war es, von 1999 bis 2007 als Erzähler die US-amerikanische Version der Harry-Potter-Hörbücher einzusprechen, und damit in Konkurrenz zu Stephen Fry zu treten, der die Bücher für Großbritannien las. Dafür gewann er zwei Grammy Awards, vier weitere Male war er nominiert, dreimal für Harry-Potter-Bände, einmal für seine Lesung von Peter Pan. Zudem war er der Erzähler in der Serie Pushing Daisies. 2006 spielt er die Rolle des Mr. Peachum in dem Broadway-Stück Threepenny Opera at Studio 54.
Aus seiner ersten Ehe (1957–1977) hat Dale vier Kinder, sein Sohn Adam ist Kameramann. Seit 1980 ist er in zweiter Ehe verheiratet. 2003 wurde er von der Queen zum Mitglied des Order of the British Empire (MBE) ernannt.

## Filmografie (Auswahl)
- 1961: Quintett mit Harfe und Trompete (Raisin the Wind)
- 1962: Die eiserne Jungfrau (The Iron Maiden)
- 1963: Krankenschwester auf Rädern (Nurse on Wheels)
- 1963: Ist ja irre – diese müden Taxifahrer (Carry On Cabby)
- 1964: Ist ja irre – ’ne abgetakelte Fregatte (Carry On Jack)
- 1964: Ist ja irre – Agenten auf dem Pulverfaß (Carry On Spying)
- 1964: Ist ja irre – Cäsar liebt Cleopatra (Carry On Cleo)
- 1965: Ist ja irre – der dreiste Cowboy (Carry On Cowboy)
- 1966: Ist ja irre – Alarm im Gruselschloß (Carry On Screaming!)
- 1967: Ist ja irre – Nur nicht den Kopf verlieren (Don’t Lose Your Head)
- 1967: Das Brett (The Plank)
- 1967: Ist ja irre – In der Wüste fließt kein Wasser (Follow That Camel)
- 1967: Das total verrückte Krankenhaus (Carry On Doctor)
- 1969: Das total verrückte Irrenhaus (Carry On Again Doctor)
- 1973: Bis zum letzten Patienten (The National Health)
- 1973: Digby – Der größte Hund der Welt (Digby, the Biggest Dog in the World)
- 1977: Die Abenteuer des Joseph Andrews (Joseph Andrews)
- 1977: Elliot, das Schmunzelmonster (Pete’s Dragon)
- 1978: Heiße Schüsse, kalte Füße (Hot Lead and Cold Feet)
- 1979: König Artus und der Astronaut (The Spaceman and King Arthur)
- 1985: Die Abenteuer von Huckleberry Finn (The Adventures of Huckleberry Finn)
- 1992: Mach’s nochmal, Columbus (Carry On Columbus)
- 1993: Die Stunde der Wahrheit (The American Clock)
- 1997: Der Glöckner von Notre Dame (The Hunchback)